# 벤 새스
벤저민 에릭 "벤" 새스(영어: Benjamin Eric "Ben" Sasse, 1972년 2월 22일 ~ )는 미국 공화당 소속의 정치인이다. 현 네브래스카주 상원의원(2015~ )으로, 의원 이전에 미들랜드 대학교 총장을 지냈다(2010-14).

## 역대 선거 결과
| 선거명      | 직책명                      | 대수  | 정당   | 득표율 | 득표수    | 결과 | 당락                       |
| ----------- | --------------------------- | ----- | ------ | ------ | --------- | ---- | -------------------------- |
| 2014년 선거 | 상원의원 (네브래스카 제2부) | 114대 | 공화당 | 64.34% | 347,636표 | 1위  | 네브래스카주 상원의원 당선 |
| 2020년 선거 | 상원의원 (네브래스카 제2부) | 117대 | 공화당 | 62.74% | 583,507표 | 1위  | 네브래스카주 상원의원 당선 |

## 참고 자료
- 위키미디어 공용에 벤 새스 관련 미디어 분류가 있습니다.
- 미국 의원 인물 소개 보관됨 2017-03-28 - 웨이백 머신
- 벤 새스 - X
- 벤 새스 - 페이스북